# Carex evadens
Carex evadens är en halvgräsart som beskrevs av Maria del Socorro González Elizondo och Anton Albert Reznicek. Carex evadens ingår i släktet starrar, och familjen halvgräs. Inga underarter finns listade i Catalogue of Life.